# شاپرک راهبه
شاپرک راهبه (نام علمی: Lymantria monacha) نام یک گونه از راسته پروانه‌سانان است.